# The Great Awakening
The Great Awakening es el 4° álbum de la banda de rock cristiano Leeland que fue lanzado el 20 de septiembre de 2011.

## Listado de canciones
| N.º   | Título                  | Duración |  |
| 1.    | «The Great Awakening»   | 3:05     |  |
| 2.    | «All Over the Earth»    | 8:35     |  |
| 3.    | «Chains Hit the Ground» | 4:50     |  |
| 4.    | «I Can See Your Love»   | 5:16     |  |
| 5.    | «I Wonder»              | 5:25     |  |
| 6.    | «Pages»                 | 3:37     |  |
| 7.    | «Not Afraid Anymore»    | 5:20     |  |
| 8.    | «I Cry»                 | 6:02     |  |
| 9.    | «Holy Ghost»            | 3:51     |  |
| 10.   | «While We Sing»         | 4:08     |  |
| 11.   | «Unending Songs»        | 4:55     |  |
| 55:04 |                         |          |  |

## Crítica
Jesus Freak Hideout por su parte dijo "Madurez es algo que debería desarrollarse naturalmente. Leeland llegó a la escena musical hace cinco años y explotó con un sonido de melodías que fascino a los oyentes. Después de su éxito-debut, reciben atención mientras maduran musicalmente y liricamente, Con su trabajo actual, The Great Awakening, han hecho una gran cosa.El álbum se abre con la pegadiza canción del título, "The Great Awakening" Piano pop y letras alegres fluyen a través de la canción como y Leelan inspira a la Iglesia para difundir la buena nueva en sus poblaciones, gracias a ingeniosos juegos de palabras. Después de esta canción comienza "All Over The Earth" La pista dura una intimidante 8 minutos y 38 segundos. Honestamente, parece como si la canción comenzara con una oración y luego se convirtiera en un himno. No es la parte más creativa lírica o melódicamente, pero la honestidad y la pasión de crear tal impacto, hace que al final de la canción se desee que dure para siempre."